# Chitoria sordida
Chitoria sordida là một loài bướm giáp thuộc chi Chitoria trong phân họ Apaturinae, Họ Bướm giáp. Sải cánh dài 68–80 mm. Loài này phân bố đông bắc Ấn Độ và Đông Nam Á.